# 김진동 (1949년)
김진동(1949년 11월 10일 ~ )은 대한민국의 정치인이다. 제14대 동해시장을 역임했다.

## 역대 선거 결과
|  | 33.78% |

|  | 71.46% |

|  | 28.65% |